# Mont Tottabetsu
Le mont Tottabetsu (戸蔦別岳, Tottabetsu-dake) culmine à 1 959 m d'altitude dans les monts Hidaka en Hokkaidō au Japon.